# 正鰐類
正鰐類（せいがくるい、学名：Eusuchia）は、現生のワニを含む、前期白亜紀に出現した現代型ワニ形上目新鰐類の系統群。ワニ目よりも包括的な分類群であり、ハイラエオチャンプサなどワニ目よりも基盤的な爬虫類も属する。ローレンシア大陸を中心に出現し、後期白亜紀にはゴンドワナ大陸にも分布を広げた。後期白亜紀にはワニ目が出現したが、その起源となった地域について決着はついていない。

## 特徴
正鰐類が出現する以前の段階で新鰐類の中には半水棲適応を果たしたグループが登場していた。ゴニオフォリスやベルニサルティアといった属がその代表で、彼らは扁平な体付きをし、四肢も祖先の基盤的偽鰐類と違って側方へ伸びていた。彼らは正鰐類に非常に近い系統の動物であったが体の特徴には相違点もある。一つ大きな違いは脊椎の椎体の形状とそれに関連する背中を覆う鱗板骨の列数、もう一つは内鼻孔の位置である。

### 頭蓋骨
内鼻孔は、外鼻孔から進入した空気を気道へ送るための口腔内の孔である。プロトスクスのような基盤的ワニ形上目では内鼻孔が吻部の前方に位置していたため、呼吸が可能であったのは口を閉じていてかつ獲物などを口腔内に咥えていない時のみであった。ゴニオフォリスの段階では内鼻孔は口腔の奥へ移動し、ベルニサルティアでは口蓋骨と翼状骨の境界まで後退しており、水中で開口していても獲物を咥えていても呼吸が可能となっていた。正鰐類の内鼻孔は翼状骨の内部に位置し、より後退が進んでいる。

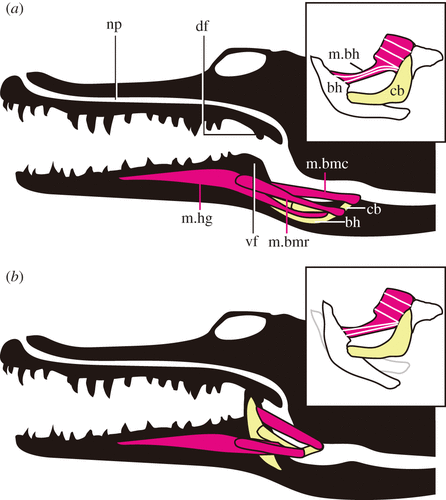
舌基弁の機構。npは鼻道、dfは舌基弁上襞、bhは基舌骨、cbは角鰓骨、m.bhは鰓舌骨筋、vfは舌基弁下襞。

なお、現生のワニの解剖からは、鰓舌骨筋が角鰓骨後方と基舌骨前方の間に腱を伴って付着することが確認されている。ワニの舌の付け根には舌基弁と呼ばれる軟体部が存在し、この弁が持ち上がることで喉への水の進入を防ぎ、かつ鼻道が外鼻孔を通じて外界と繋がるため呼吸が可能となっている。ゴニオフォリス科のアンフィコティルスは現生のワニと同様に湾曲してモーメントアームの増大した角鰓骨を持つため、正鰐類やそれよりもやや基盤的なワニ形上目の時点でこの機構は確立されていたと考えられる。

### 体骨格

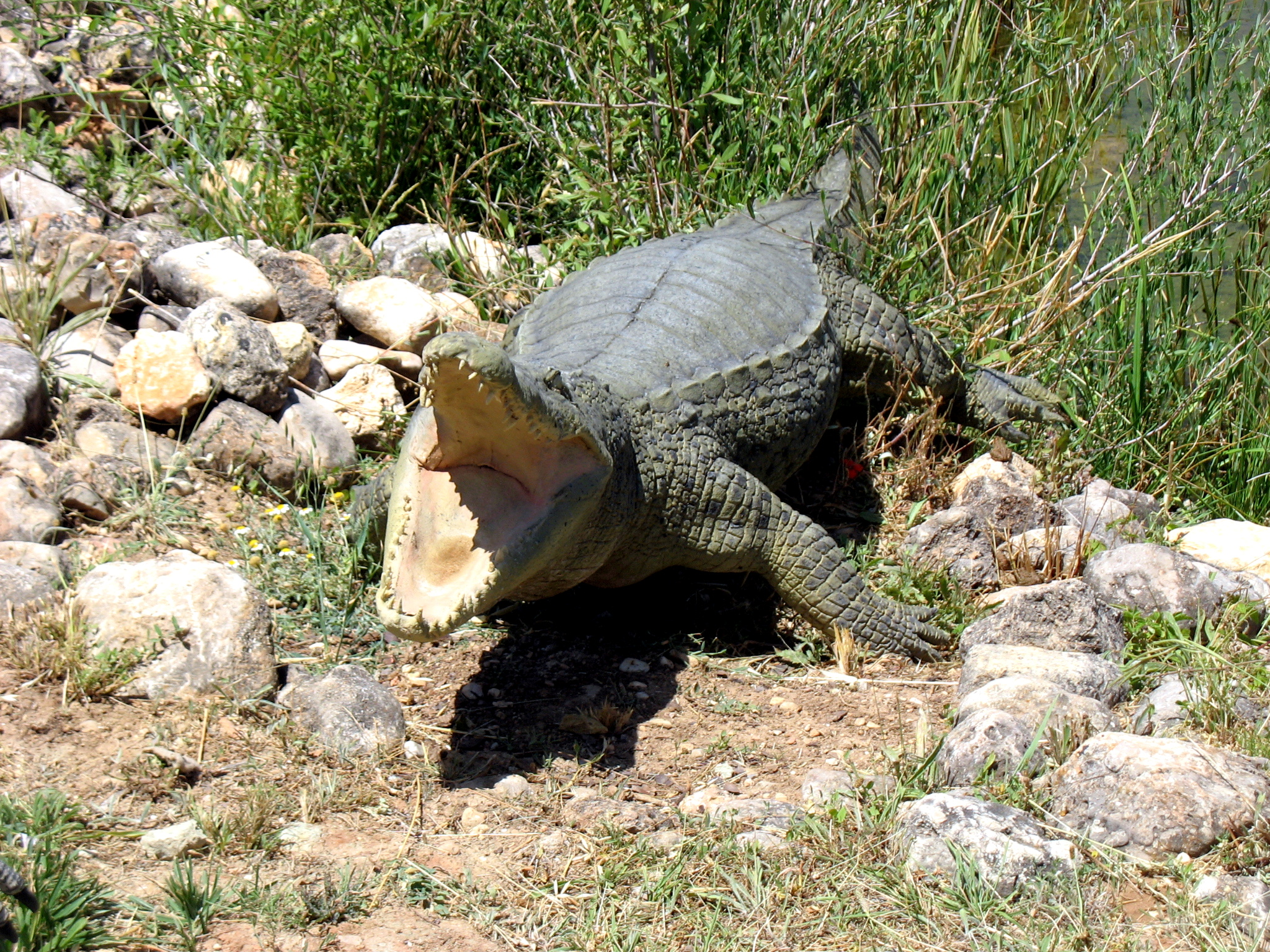
ゴニオフォリスの模型。正鰐類に酷似するが、背中の鱗板骨は巨大で、2列しか存在しない。

正鰐類以前のワニ形上目の椎体は前後の面が窪んだ両凹椎骨をなしていて、その関節は安定性を欠いていた。一方で正鰐類の椎体は後面が半球状に膨らんでいて、前凹椎体をなす。後面が後ろの椎骨の窪んだ前面にはめ込まれるため関節が安定し、陸上や水中での運動に適した体幹が獲得されたのである。また、基盤的ワニ形上目に見られる、日本家屋の瓦のように重なり合った背中の鱗板骨は、鎧のように防御に役立っただけでなく、関節を補って体を支える役割も担っていた。関節の安定性が低い基盤的ワニ形上目では鱗板骨が大きく、特に横方向へのうねりといった動作の妨げとなっていた。関節の安定性が高まった正鰐類においては、鱗板骨は重なりをなくして小型化することができ、動作の制限も軽減されている。鱗板骨の列数はゴニオフォリスで2列、ベルニサルティアで4列、正鰐類で6列と、進化するにつれて鱗板骨が小型化したことが分かる。

## 進化史

### 正鰐類の起源
2006年にオーストラリアから記載された白亜紀半ばのイシスフォルディアは、記載当初に最初期の正鰐類として扱われ、2020年にも正鰐類に分類することを前提とした論文が発表されている。ただしイシスフォルディアの系統的位置には異論もあり、確かに頭骨や椎骨に現生ワニと共通する特徴があるものの、ゴニオフォリスよりも基盤的な属であると2015年に指摘されている。2019年のイシスフォルディア属の新種の記載論文では、派生的新鰐類と正鰐類の間の過渡的な特徴が見られるとも指摘されている。
小林快次は、著書『ワニと恐竜の共存』（2013年）において、ハイラエオチャンプサを最初期の正鰐類の祖先と位置付けている。北米とヨーロッパのゴニオフォリスやベルギーのベルニサルティアに続いて紹介されたイギリスの前期白亜紀のハイラエオチャンプサの子孫が、水辺における支配的なニッチを占めたと小林は主張している。

### ワニ目の出現
前期白亜紀に出現した正鰐類から、後期白亜紀のうちにワニ目が出現した。ワニ目の起源がどこにあったかについては、ローラシア大陸起源説とゴンドワナ大陸起源説がある。

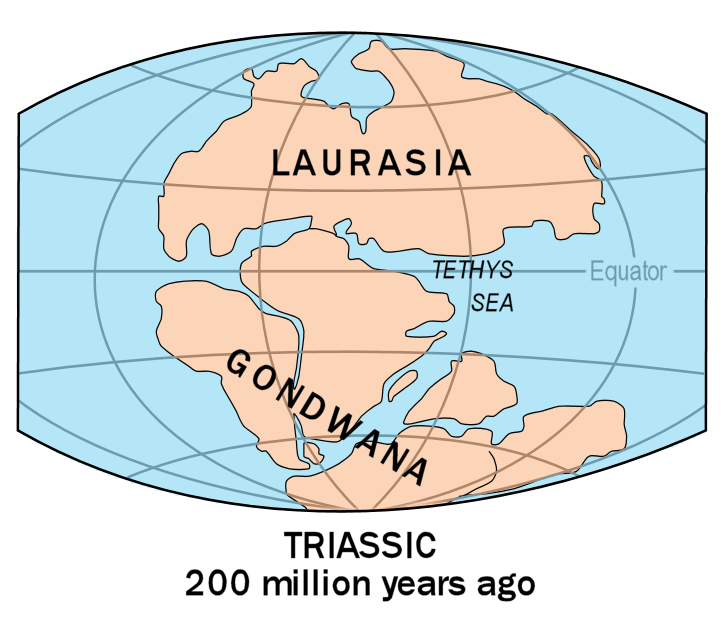
2億年前のローラシア大陸とゴンドワナ大陸。正鰐類が出現するよりも以前の世界地図である。

ローレンシア大陸起源説の根拠としては、ワニ目の3大系統群であるインドガビアル上科・アリゲーター上科・クロコダイル上科が全てローラシア大陸から発見されていて、後期白亜紀のカンパニアン期において存在が確認されていることが挙げられる。また、正鰐類のアロダポスクスとハイラエオチャンプサ、正鰐類ではないものの近縁なゴニオフォリス科がローラシア大陸から産出していることも、この仮説を後押ししている。一方でゴンドワナ大陸からもイシスフォルディアの他にアエジプトスクス（エジプト）やドリコチャンプサ（アルゼンチン）が発見されており、別系統のワニ形上目であるノトスクス類と共存していたと考えられている。こうした化石証拠がゴンドワナ大陸起源説の根拠とされる。
なお、後期白亜紀の前半（セノマニアン - サントニアン期）と後半（カンパニアン - マーストリヒチアン期）でワニ形上目におけるワニ目の属種数の比率を調査した研究がある。この研究ではアジア・南米・アフリカでの比率が白亜紀全体を通して15%未満であった一方、北米・ヨーロッパでは6%から50%超へ増大している、という結果が得られている。小林快次は、ワニ目の多様化が起きていたローラシア大陸（特に北米・ヨーロッパ）が起源である可能性が高いと考察している。

## 系統関係
Holliday and Gardner, 2012 によるクラドグラム。
|        | アエジプトスクス科 |
|        | |
| ワニ目 | \| \| ボレアロスクス \| \| \| \| \| \| インドガビアル上科 \| \| \| \| \| \| ブレヴィロストレス類（アリゲーター上科とクロコダイル上科） \| \| \| \| |
|        | \| \| ボレアロスクス \| \| \| \| \| \| インドガビアル上科 \| \| \| \| \| \| ブレヴィロストレス類（アリゲーター上科とクロコダイル上科） \| \| \| \| |
|        | ボレアロスクス |
|        | |
|        | インドガビアル上科 |
|        | |
|        | ブレヴィロストレス類（アリゲーター上科とクロコダイル上科）                                                                                         |
|        | |

|  | ボレアロスクス                                             |
|  |                                                            |
|  | インドガビアル上科                                         |
|  |                                                            |
|  | ブレヴィロストレス類（アリゲーター上科とクロコダイル上科） |
|  |                                                            |

|        | アエジプトスクス科 |
|        | |
| ワニ目 | \| \| ボレアロスクス \| \| \| \| \| \| インドガビアル上科 \| \| \| \| \| \| ブレヴィロストレス類（アリゲーター上科とクロコダイル上科） \| \| \| \| |
|        | \| \| ボレアロスクス \| \| \| \| \| \| インドガビアル上科 \| \| \| \| \| \| ブレヴィロストレス類（アリゲーター上科とクロコダイル上科） \| \| \| \| |
|        | ボレアロスクス |
|        | |
|        | インドガビアル上科 |
|        | |
|        | ブレヴィロストレス類（アリゲーター上科とクロコダイル上科）                                                                                         |
|        | |

|  | ボレアロスクス                                             |
|  |                                                            |
|  | インドガビアル上科                                         |
|  |                                                            |
|  | ブレヴィロストレス類（アリゲーター上科とクロコダイル上科） |
|  |                                                            |

|        | アエジプトスクス科 |
|        | |
| ワニ目 | \| \| ボレアロスクス \| \| \| \| \| \| インドガビアル上科 \| \| \| \| \| \| ブレヴィロストレス類（アリゲーター上科とクロコダイル上科） \| \| \| \| |
|        | \| \| ボレアロスクス \| \| \| \| \| \| インドガビアル上科 \| \| \| \| \| \| ブレヴィロストレス類（アリゲーター上科とクロコダイル上科） \| \| \| \| |
|        | ボレアロスクス |
|        | |
|        | インドガビアル上科 |
|        | |
|        | ブレヴィロストレス類（アリゲーター上科とクロコダイル上科）                                                                                         |
|        | |

|  | ボレアロスクス                                             |
|  |                                                            |
|  | インドガビアル上科                                         |
|  |                                                            |
|  | ブレヴィロストレス類（アリゲーター上科とクロコダイル上科） |
|  |                                                            |

|        | アエジプトスクス科 |
|        | |
| ワニ目 | \| \| ボレアロスクス \| \| \| \| \| \| インドガビアル上科 \| \| \| \| \| \| ブレヴィロストレス類（アリゲーター上科とクロコダイル上科） \| \| \| \| |
|        | \| \| ボレアロスクス \| \| \| \| \| \| インドガビアル上科 \| \| \| \| \| \| ブレヴィロストレス類（アリゲーター上科とクロコダイル上科） \| \| \| \| |
|        | ボレアロスクス |
|        | |
|        | インドガビアル上科 |
|        | |
|        | ブレヴィロストレス類（アリゲーター上科とクロコダイル上科）                                                                                         |
|        | |

|  | ボレアロスクス                                             |
|  |                                                            |
|  | インドガビアル上科                                         |
|  |                                                            |
|  | ブレヴィロストレス類（アリゲーター上科とクロコダイル上科） |
|  |                                                            |

Puértolas, Canudo and Cruzado-Caballero, 2011によるクラドグラム。
|  | ボレアロスクス     |
|  |                    |
|  | インドガビアル上科 |
|  |                    |

|  | アロダポスクス                                                                |
|  |                                                                               |
|  | \| \| プリスティカンプスス \| \| \| \| \| \| ブレヴィロストレス類 \| \| \| \| |
|  |                                                                               |
|  | プリスティカンプスス                                                          |
|  |                                                                               |
|  | ブレヴィロストレス類                                                          |
|  |                                                                               |

|  | プリスティカンプスス |
|  |                      |
|  | ブレヴィロストレス類 |
|  |                      |

|  | ボレアロスクス     |
|  |                    |
|  | インドガビアル上科 |
|  |                    |

|  | アロダポスクス                                                                |
|  |                                                                               |
|  | \| \| プリスティカンプスス \| \| \| \| \| \| ブレヴィロストレス類 \| \| \| \| |
|  |                                                                               |
|  | プリスティカンプスス                                                          |
|  |                                                                               |
|  | ブレヴィロストレス類                                                          |
|  |                                                                               |

|  | プリスティカンプスス |
|  |                      |
|  | ブレヴィロストレス類 |
|  |                      |

|  | ボレアロスクス     |
|  |                    |
|  | インドガビアル上科 |
|  |                    |

|  | アロダポスクス                                                                |
|  |                                                                               |
|  | \| \| プリスティカンプスス \| \| \| \| \| \| ブレヴィロストレス類 \| \| \| \| |
|  |                                                                               |
|  | プリスティカンプスス                                                          |
|  |                                                                               |
|  | ブレヴィロストレス類                                                          |
|  |                                                                               |

|  | プリスティカンプスス |
|  |                      |
|  | ブレヴィロストレス類 |
|  |                      |

|  | ボレアロスクス     |
|  |                    |
|  | インドガビアル上科 |
|  |                    |

|  | アロダポスクス                                                                |
|  |                                                                               |
|  | \| \| プリスティカンプスス \| \| \| \| \| \| ブレヴィロストレス類 \| \| \| \| |
|  |                                                                               |
|  | プリスティカンプスス                                                          |
|  |                                                                               |
|  | ブレヴィロストレス類                                                          |
|  |                                                                               |

|  | プリスティカンプスス |
|  |                      |
|  | ブレヴィロストレス類 |
|  |                      |

|  | ボレアロスクス     |
|  |                    |
|  | インドガビアル上科 |
|  |                    |

|  | アロダポスクス                                                                |
|  |                                                                               |
|  | \| \| プリスティカンプスス \| \| \| \| \| \| ブレヴィロストレス類 \| \| \| \| |
|  |                                                                               |
|  | プリスティカンプスス                                                          |
|  |                                                                               |
|  | ブレヴィロストレス類                                                          |
|  |                                                                               |

|  | プリスティカンプスス |
|  |                      |
|  | ブレヴィロストレス類 |
|  |                      |

|  | ボレアロスクス     |
|  |                    |
|  | インドガビアル上科 |
|  |                    |

|  | アロダポスクス                                                                |
|  |                                                                               |
|  | \| \| プリスティカンプスス \| \| \| \| \| \| ブレヴィロストレス類 \| \| \| \| |
|  |                                                                               |
|  | プリスティカンプスス                                                          |
|  |                                                                               |
|  | ブレヴィロストレス類                                                          |
|  |                                                                               |

|  | プリスティカンプスス |
|  |                      |
|  | ブレヴィロストレス類 |
|  |                      |

|  | ボレアロスクス     |
|  |                    |
|  | インドガビアル上科 |
|  |                    |

|  | アロダポスクス                                                                |
|  |                                                                               |
|  | \| \| プリスティカンプスス \| \| \| \| \| \| ブレヴィロストレス類 \| \| \| \| |
|  |                                                                               |
|  | プリスティカンプスス                                                          |
|  |                                                                               |
|  | ブレヴィロストレス類                                                          |
|  |                                                                               |

|  | プリスティカンプスス |
|  |                      |
|  | ブレヴィロストレス類 |
|  |                      |

|  | ボレアロスクス     |
|  |                    |
|  | インドガビアル上科 |
|  |                    |

|  | アロダポスクス                                                                |
|  |                                                                               |
|  | \| \| プリスティカンプスス \| \| \| \| \| \| ブレヴィロストレス類 \| \| \| \| |
|  |                                                                               |
|  | プリスティカンプスス                                                          |
|  |                                                                               |
|  | ブレヴィロストレス類                                                          |
|  |                                                                               |

|  | プリスティカンプスス |
|  |                      |
|  | ブレヴィロストレス類 |
|  |                      |

なお、2003年に発表されたDNAシークエンシングを用いた分子系統解析で、クロコダイル上科とインドガビアル上科がアリゲーター上科よりも互いに近縁であることが判明しており、ブレヴィロストレス類は同研究で否定されている。詳細はブレヴィロストレス類を参照。